# Мостовая (приток Каменки)
Мостовая — река в России, протекает по Топкинскому району Кемеровской области. Устье реки находится в 16 км от устья по левому берегу Каменки, притока Усть-Стрелины, возле деревни Симоново. Длина реки составляет 10 км.

## Данные водного реестра
По данным государственного водного реестра России относится к Верхнеобскому бассейновому округу, водохозяйственный участок реки — Томь от города Кемерово и до устья, речной подбассейн реки — Томь. Речной бассейн реки — (Верхняя) Обь до впадения Иртыша.